# 努瓦爾德佩泰雷峰

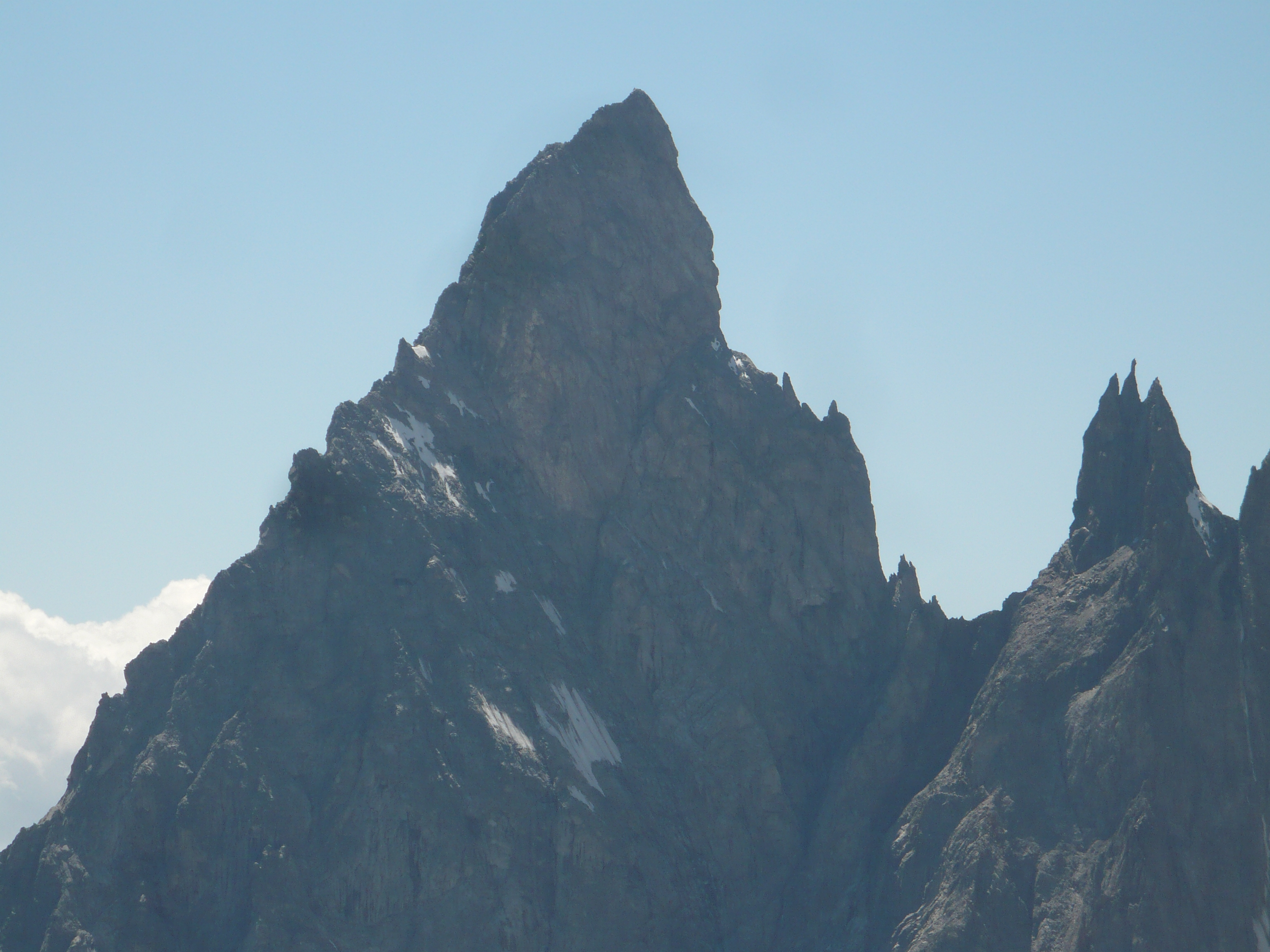

45°48′54″N 6°53′37″E / 45.81500°N 6.89361°E
努瓦爾德佩泰雷峰（義大利語：Aiguille Noire de Peuterey），是意大利的山峰，位於該國西北部，由瓦萊達奧斯塔大區負責管轄，屬於格拉耶山的一部分，海拔高度3,773米，人類在1877年8月5日首次登頂。